# Hospital Biprovincial Quillota Petorca
El Hospital Biprovincial Quillota Petorca es un recinto hospitalario de alta complejidad, parte de la red asistencial del Servicio de Salud Viña del Mar-Quillota. Está ubicado en el sector del enlace San Isidro, a un costado de la Ruta 60, en la ciudad de Quillota, Región de Valparaíso, Chile.
Atiende a los habitantes de las provincias de Quillota y Petorca.

## Historia
Comenzó su construcción en 2017, y está emplazado en un terreno de cinco hectáreas, en donde se levanta como un solo volumen dividido en tres secciones: la Torre de Hospitalización, la Unidad de Paciente Crítico y el Centro de Diagnóstico y Tratamiento. El edificio representó un alza de 594% de crecimiento de la superficie construida en relación con el Hospital San Martín, y cuenta con 282 camas.